# Arrecife

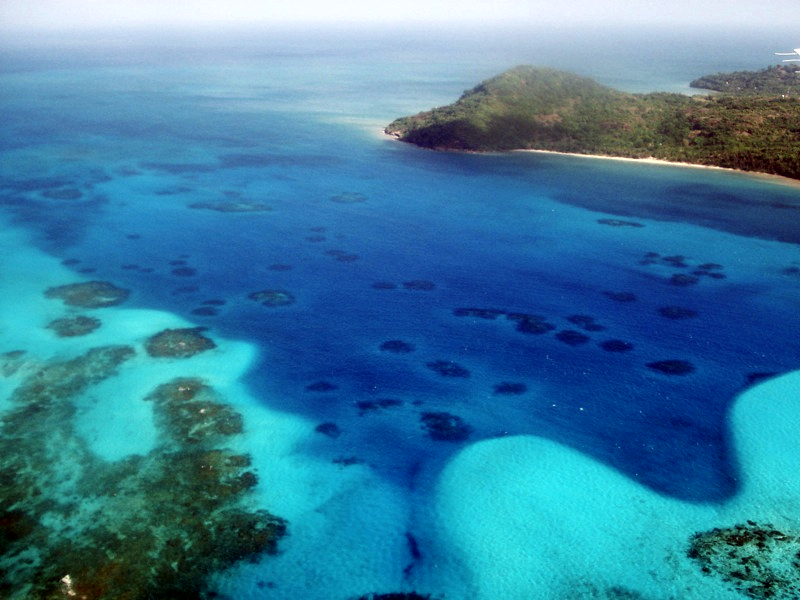
Arrecifes de coral en la isla de Providencia, Colombia.

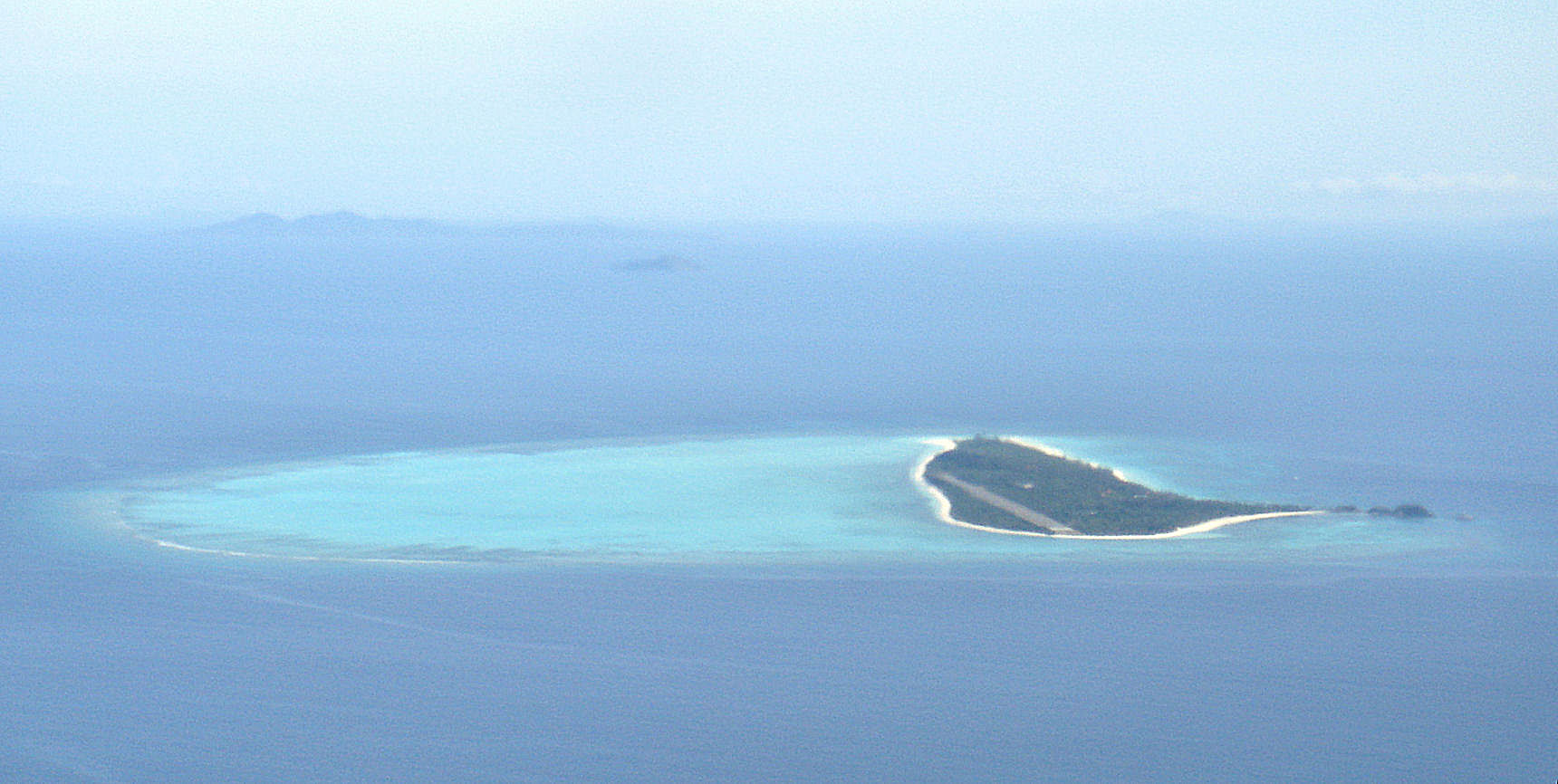
La isla de Pamalican con su arrecife en el mar de Sulu, Filipinas.

Arrecife o escollo, en terminología náutica, es una roca, banco de arena, o cualquier otro elemento que yace 6 brazas (aprox. 11 metros) o menos bajo la superficie del agua durante marea baja. Muchos arrecifes son el resultado de procesos abióticos —deposición de arena, erosión de olas planeando afloramientos rocosos, y otros procesos naturales— pero los arrecifes más conocidos son probablemente los arrecifes de coral formados en procesos bióticos dominados por corales y algas calcáreas. 
Arrecifes artificiales, tales como pecios, se crean en ciertas ocasiones para mejorar la complejidad física en fondos arenosos sin relieve, con el fin de atraer a un conjunto de organismos más diverso, especialmente peces.
El sistema de arrecifes de coral más grande de la Tierra es la Gran Barrera de Coral en Australia, con una longitud de más de 2300 kilómetros (1400 millas).

## Arrecife biótico

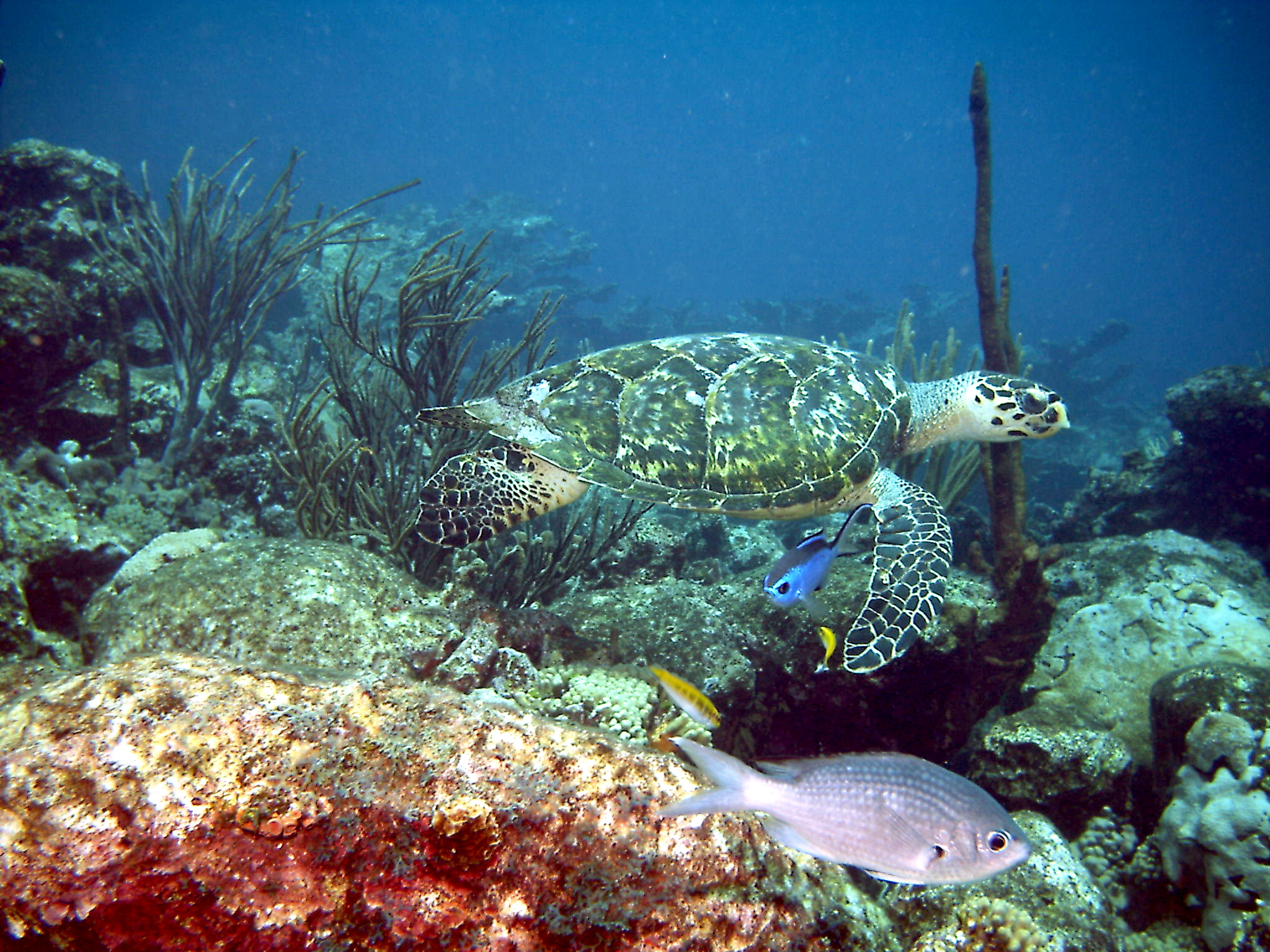
Arrecife que se encuentra en el parque nacional Morrocoy en Venezuela.

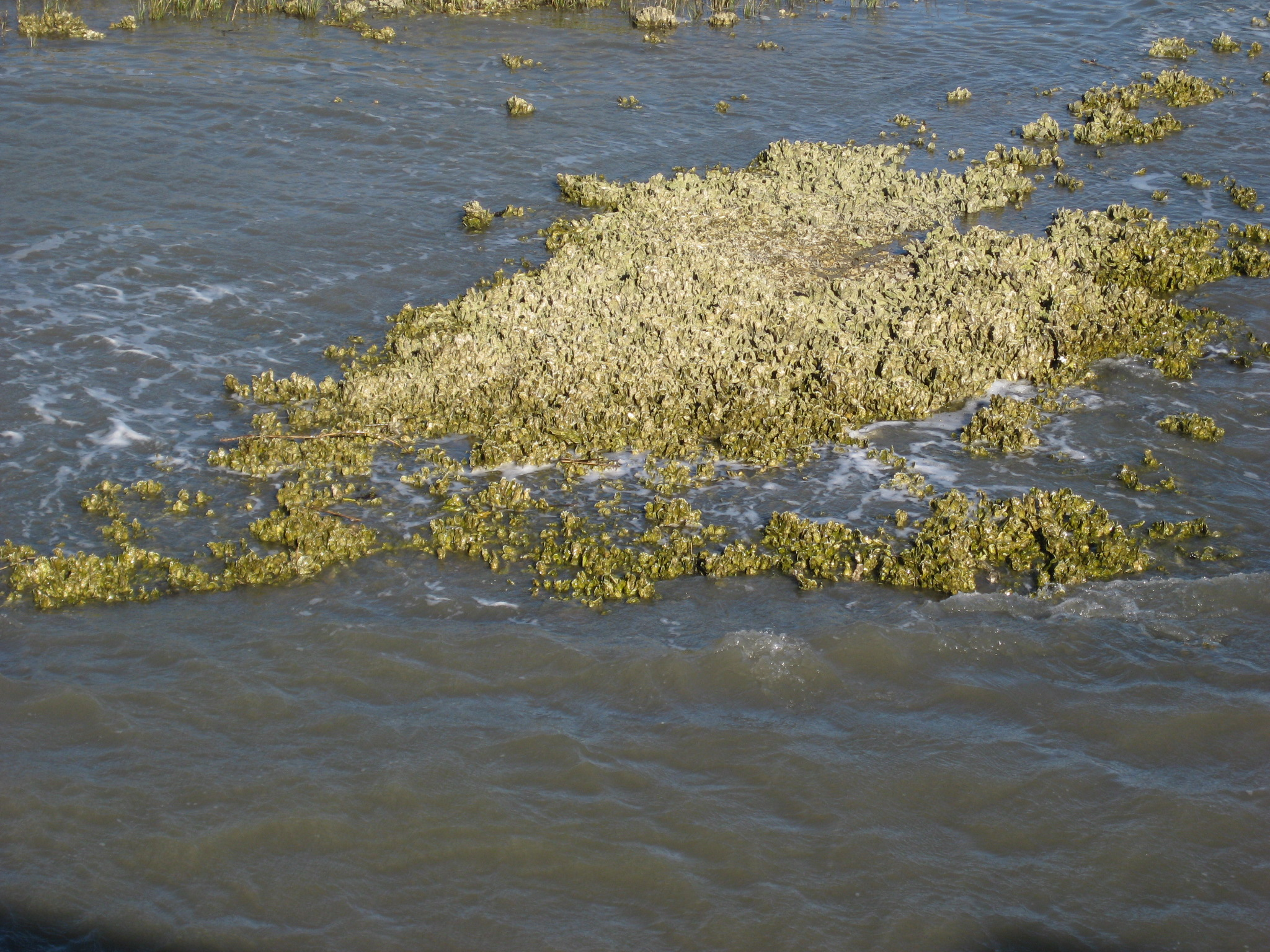
Arrecife de ostras a lo largo de la costa de Carolina del Sur, Estados Unidos.

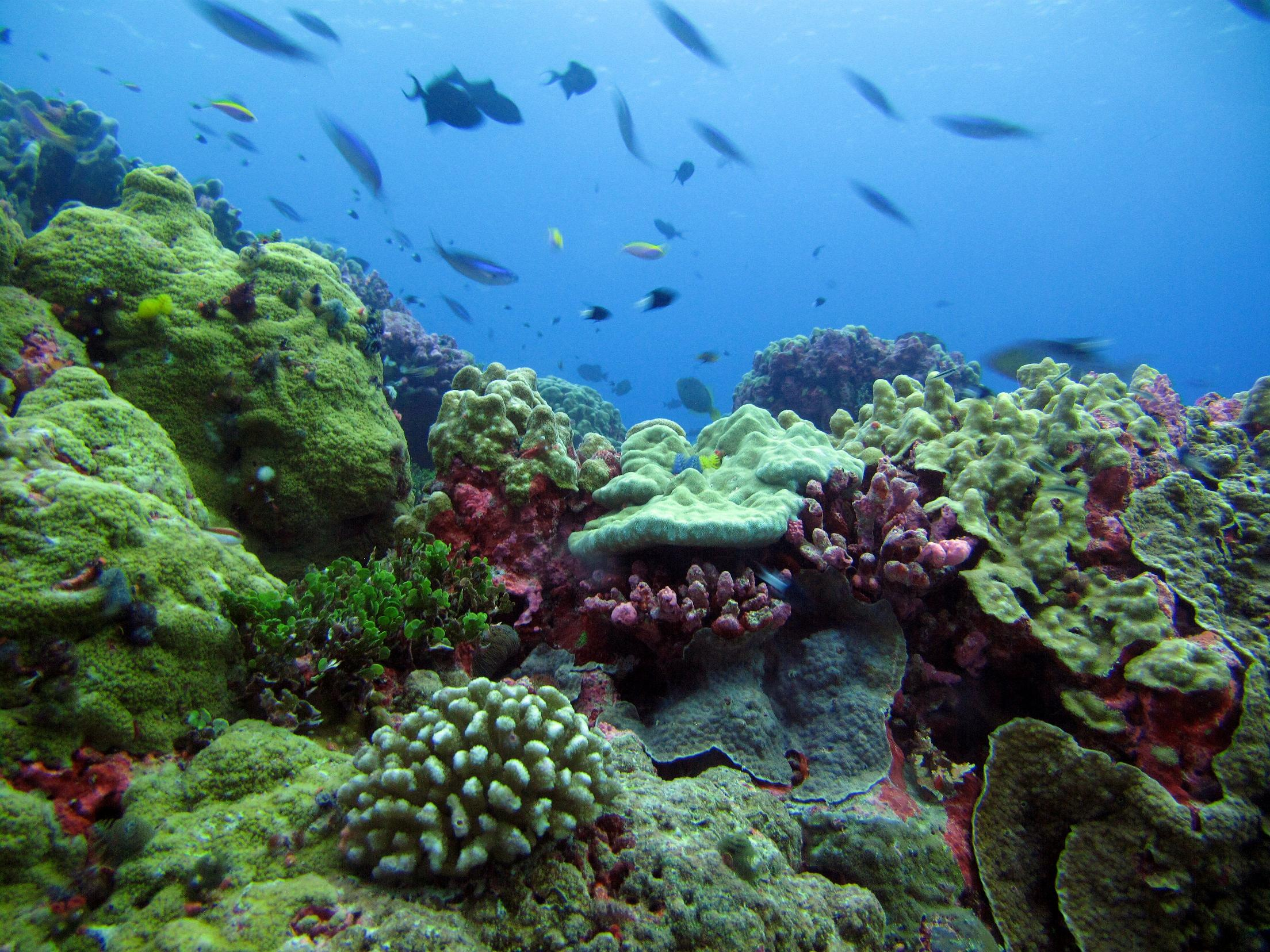
Arrecife de coral a lo largo de la isla Enderbury en el océano Pacífico.

Arrecifes bióticos tienen su origen en organismos vivos, o los restos de los mismos. Existe una variedad de tipos de arrecifes bióticos, incluyendo arrecifes de ostras, pero los más extensos y ampliamente distribuidos son los arrecifes de coral tropicales. Aunque los corales son los principales contribuyentes a la estructura que comprende un arrecife de coral, los organismos que más son responsables del crecimiento del arrecife frente al constante asalto de las olas oceánicas, son las algas calcáreas, sobre todo las especies de algas coralinas.
Estos tipos de arrecife biótico pueden asumir nombres específicos, dependiendo de su posición en relación con la tierra, si lo hubiera. Tipos de arrecife incluyen arrecifes de franja, arrecifes de barrera y atolones. Un arrecife de franja es conectado a la tierra firme. Un arrecife de barrera de coral forma una barrera calcárea alrededor de una isla que resulta en una laguna entre la costa y el arrecife. Un atolón es un anillo de arrecifes de coral, sin presencia de tierra firme.

## Arrecifes del pasado

### Diferencias entre biostroma y montículo

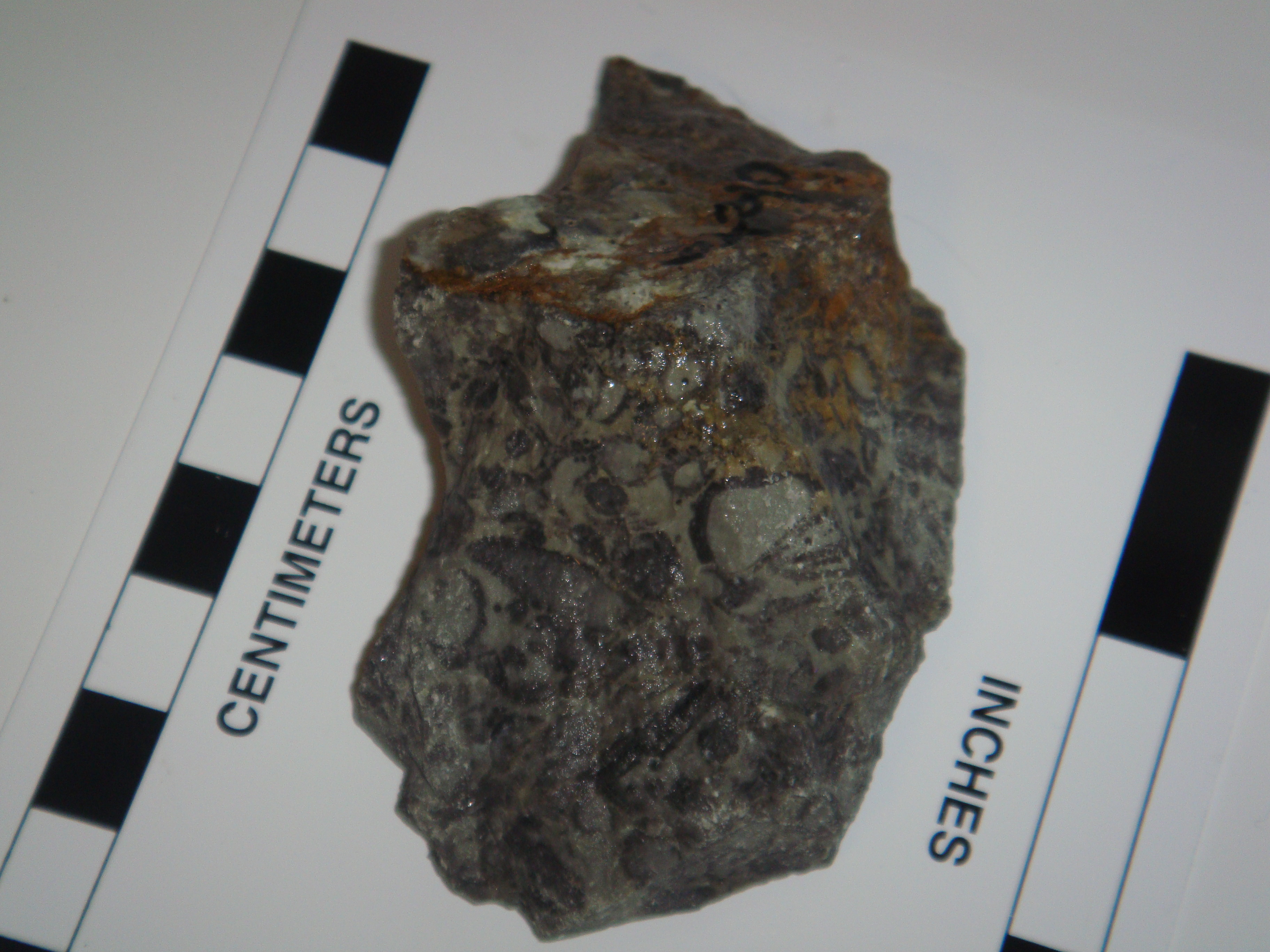
arqueociatos, los primeros organismos constructores de arrecife de la formación Poleta en la región de Death Valley.

Los geólogos definen el término "arrecife" (y términos relacionados, como biostromas y montículos) utilizando factores de relieve deposicional, estructura interna y composición biótica. Ambos se consideran variedades de acumulaciones organosedimentarias, es decir, características sedimentarias, construidas por la interacción de los organismos y su ambiente, que tienen relieve sinóptica y cuya composición biótica difiere de la que se encuentra en el suelo marino circundante. Aunque no hay consenso sobre una definición universalmente aplicable, existe una definición útil que distingue los arrecifes de montículos de la siguiente manera.

#### Montículos en el registro geológico
Los montículos carecen de un armazón esquelético macroscópico, y son formados por microorganismos o por organismos que no desarrollan un armazón esquelético. Un montículo microbiano puede ser formado exclusivamente o principalmente por cianobacterias. Excelentes ejemplos de biostromas formados por cianobacterias se producen en el Gran Lago Salado de Utah (EE. UU.) y en la bahía Shark (Australia).
Cianobacterias no tienen esqueletos y los organismos individuales son microscópicas. No obstante, fomentan la precipitación o acumulación de carbonato de calcio y pueden producir cuerpos de sedimentos con diferentes composiciones, que forman relieve sobre el fondo marino. La formación de montículos de cianobacterias fue más abundante antes de la evolución de los organismos macroscópicos con caparazones, pero todavía existen hoy en día (estromatolitos son montículos microbianos con una estructura interna laminada). briozoos y crinoideos, los contribuyentes comunes a los sedimentos marinos durante el Misisípico (por ejemplo), produjeron distintos tipos de montículos. Los briozoos son pequeños y los esqueletos de los crinoideos se desintegran. Sin embargo, praderas de briozoos y crinoideos pueden persistir a lo largo del tiempo y producir cuerpos de sedimentos con composiciones distintas que forman un relieve deposicional.
El Supergrupo Belt del Proterozoico contiene evidencia de posibles estructuras de tapete y domo microbiano, similares a complejos de estromatolitos arrecifales.

#### Arrecifes en el registro geológico

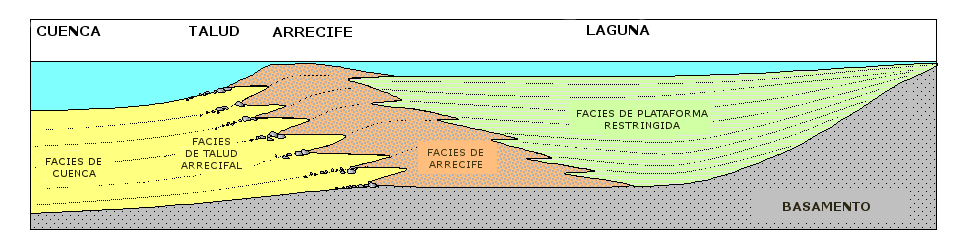
Sección geológica de una plataforma carbonatada, mostrando los diferentes subambientes deposicionales y la distribución de las facies sedimentarias, incluyendo las arrecifales y talud arrecifal del margen externo.

Los arrecifes están sostenidos por un armazón esquelético macroscópico. Los arrecifes de coral son un ejemplo de este tipo. Corales y algas calcáreas crecen encima el uno al otro y forman una estructura tridimensional que está modificada de diversas maneras por otros organismos y por procesos inorgánicos. 

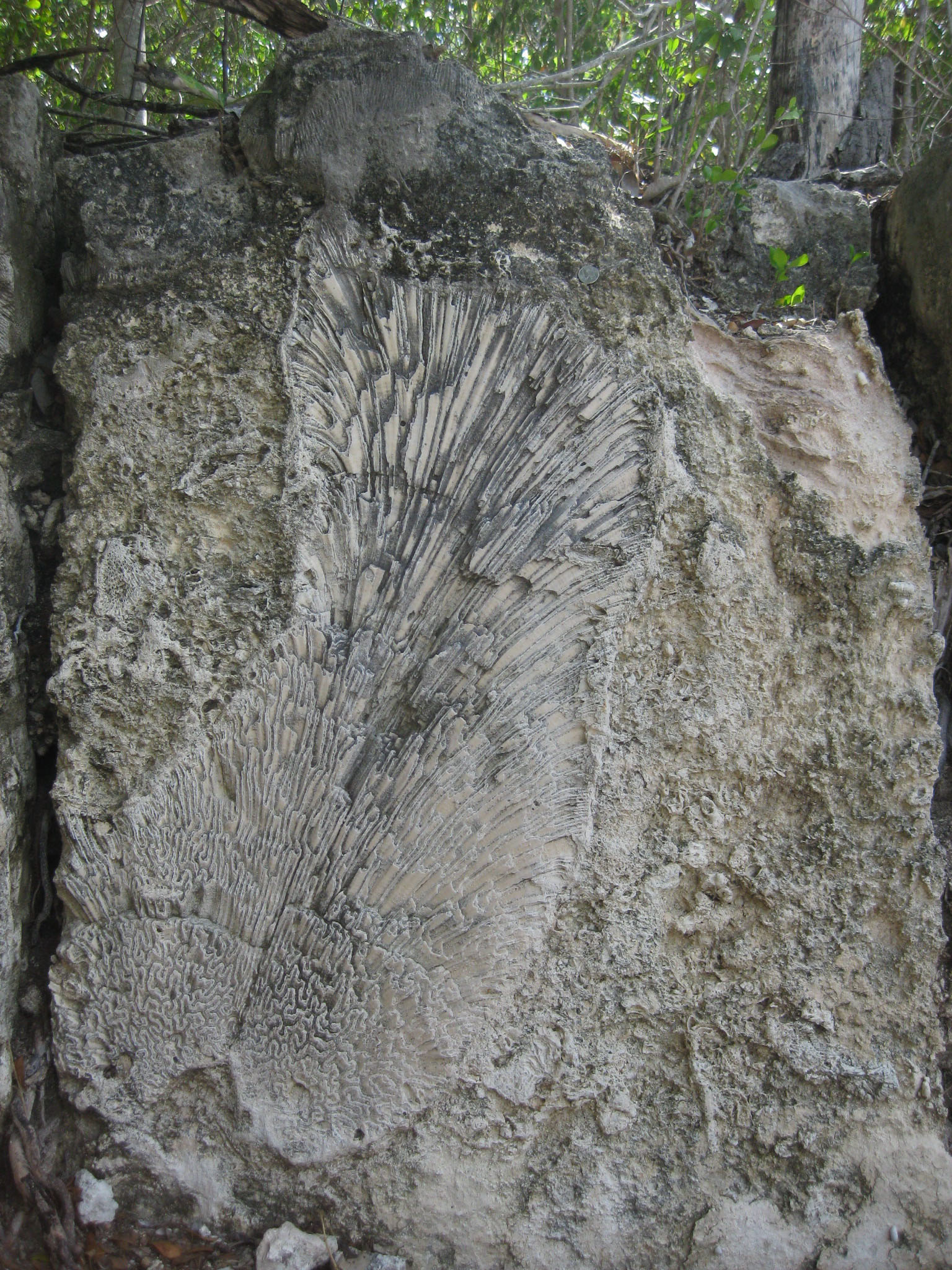
Fósil de coral del género Diploria en el Parque estatal geológico Arrecife Fósil de Cayo Windley (Florida, Estados Unidos)

Los arrecifes antiguos, conservados en secciones estratigráficas, son de gran interés para los geólogos porque proporcionan información paleoambiental y sobre la ubicación paleogeográfica e historia geológica del lugar. Además, las estructuras de arrecifes encontradas dentro de una secuencia de rocas sedimentarias, producen una discontinuidad que puede servir como trampa o conducto para los combustibles fósiles o fluidos mineralizantes que forman petróleo o depósitos minerales. 
Los corales, incluidos algunos de los principales grupos extintos de Rugosa y Tabulata, han sido importantes constructores de arrecifes durante gran parte del Fanerozoico, desde el Período Ordovícico. Sin embargo, otros grupos de organismos, como las algas calcificante, especialmente los miembros de las algas rojas Rhodophyta y moluscos (especialmente los bivalvos rudistas durante el Período Cretácico) han creado estructuras masivas en varias ocasiones.
Durante el Cámbrico, los esqueletos cónicos o tubulares de arqueociatos, un grupo extinto con afinidades inciertas (posiblemente esponjas), eran responsables para la construcción de los arrecifes. Otros grupos, como los Bryozoa han sido importantes organismos intersticiales, viviendo entre los constructores del armazón. Los corales que construyen arrecifes en la actualidad, los escleractinios, surgieron después de la extinción masiva del Pérmico-Triásico que acabó con los corales rugosos (al igual que muchos otros grupos), y se convirtieron en constructores de arrecifes cada vez más importantes a lo largo de la era Mesozoica.

## Arrecife artificial

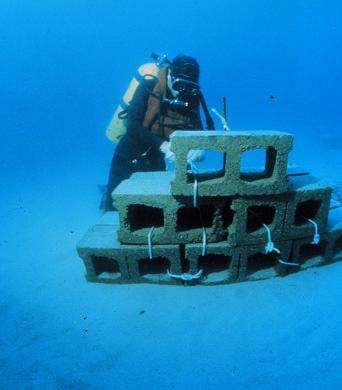
Construcción de un arrecife artificial utilizando bloques de hormigón.

Un arrecife artificial es una estructura submarina hecha por el ser humano, típicamente construida para promover la vida marina en áreas con un fondo generalmente sin características, para controlar la erosión, bloquear el paso del barco, bloquear el uso de redes de arrastre, practicar el submarinismo o mejorar el surf.
Muchos arrecifes se construyen utilizando objetos que fueron construidos para otros fines, por ejemplo, hundiendo plataformas petrolíferas, hundiendo barcos o colocando escombros o restos de construcción. Otros arrecifes artificiales están construidos específicamente (por ejemplo, las bolas de arrecife) de PVC u hormigón. Los naufragios pueden convertirse en arrecifes artificiales cuando se conservan en el fondo del mar en forma de pecio. Independientemente del método de construcción, los arrecifes artificiales generalmente proporcionan superficies duras donde se adhieren algas e invertebrados, como percebes, corales y ostras; La acumulación de vida marina adjunta a su vez proporciona una estructura compleja y alimentos para las biocenosis de pescados.

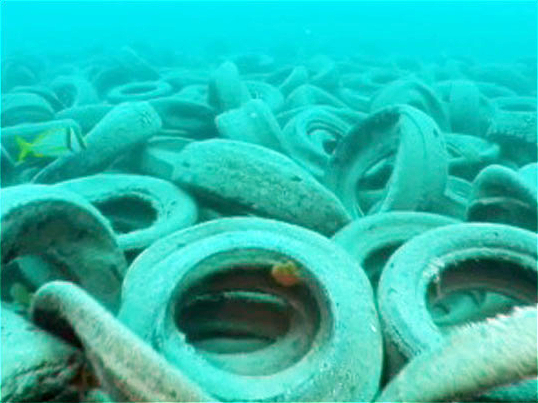
Neumáticos que constituyen el arrecife Osborne.
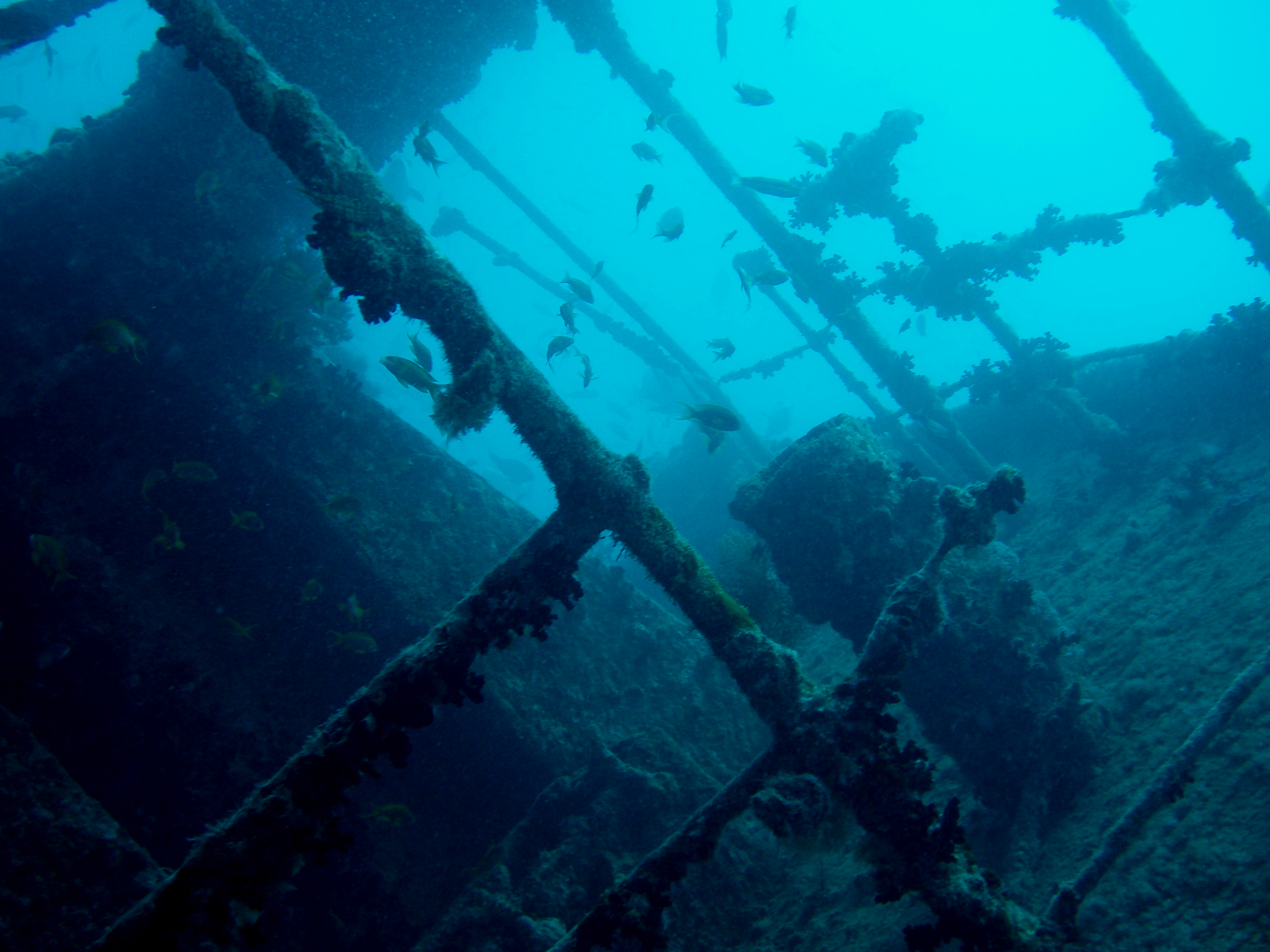
Pecio del buque SS Thistlegorm.
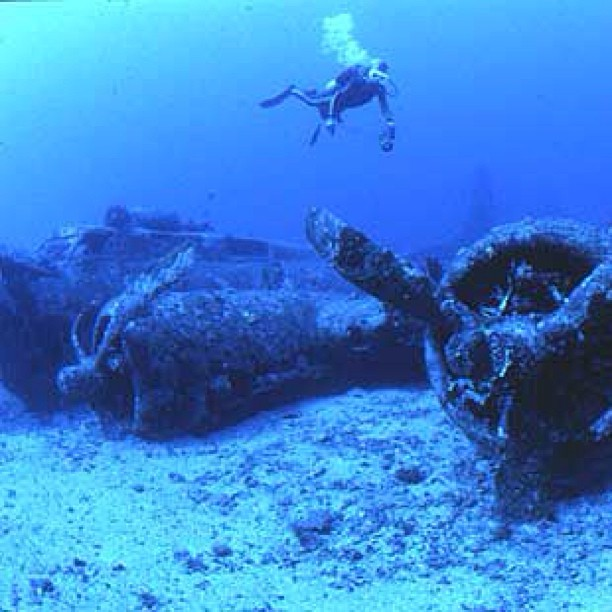
Un avión (Boeing B-17) hundido.
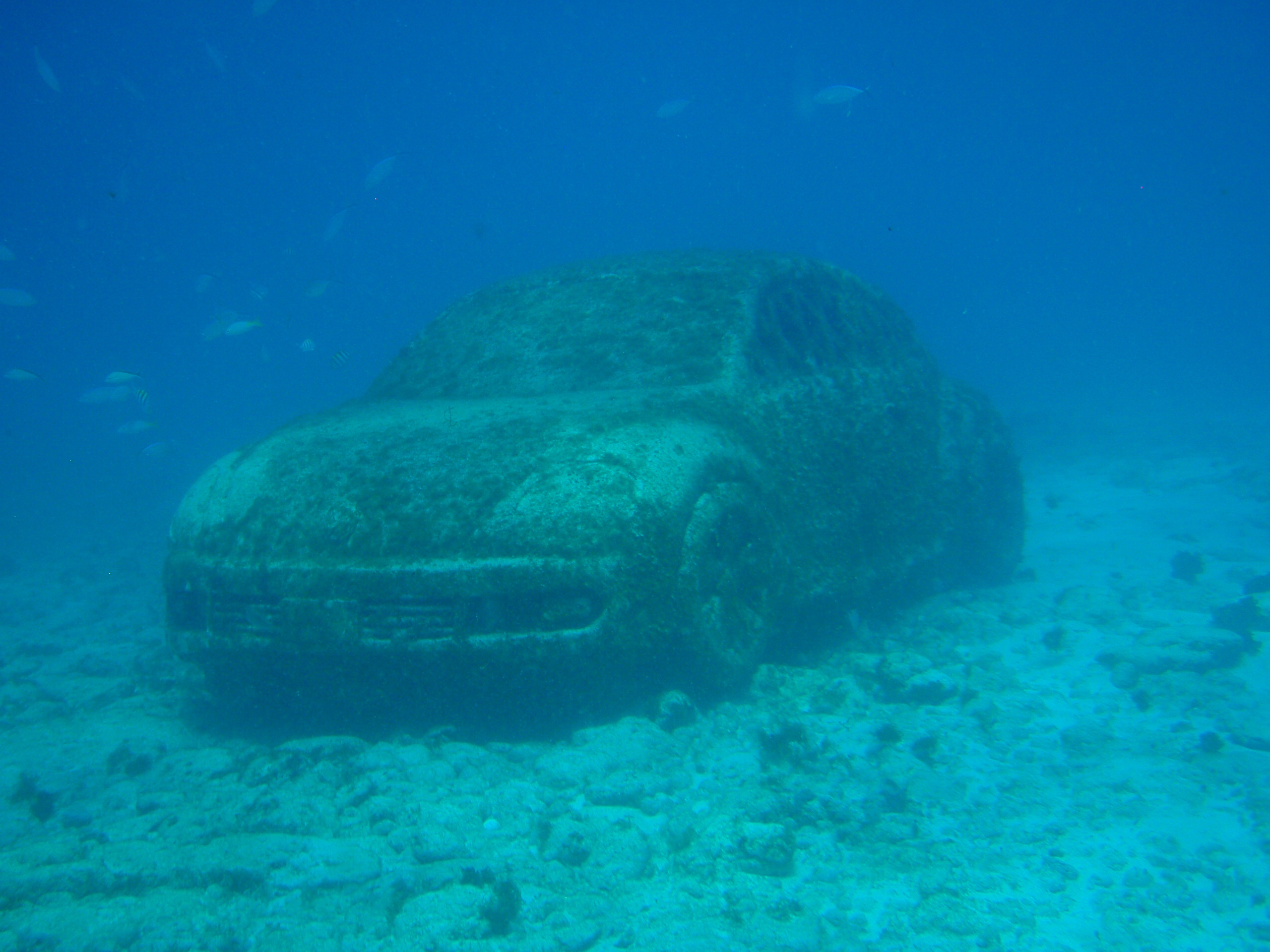
Un vehículo hundido.